# Eudemonismo
L'eudemonismo è la dottrina morale che riponendo il bene nella felicità (eudaimonia) la persegue come un fine naturale della vita umana.
Dall'eudemonismo va distinto l'edonismo che si propone come fine dell'azione umana il «conseguimento del piacere immediato» inteso come godimento (come pensava la scuola cirenaica di Aristippo) o come assenza di dolore (secondo la concezione epicurea).

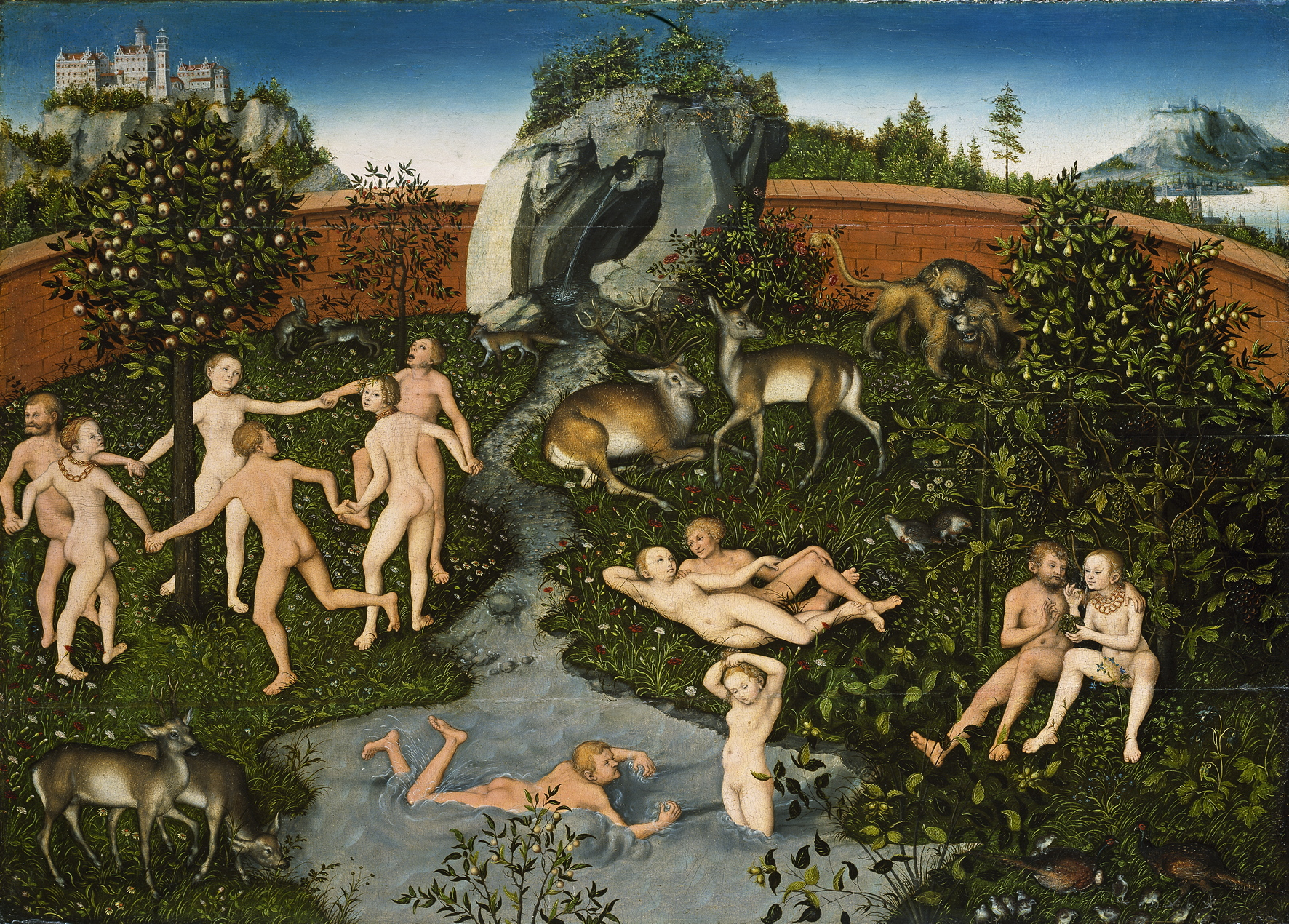
La ricerca della felicità: l'età dell'oro

## Etimologia
Il termine deriva dal greco εὐδαιμονισμός (eudaimonismòs), da εὐδαιμονία (eudaimonìa), composto di bene (εὖ èu) e spirito guida- sorte (δαίμων dàimōn), termine associabile anche a "essere divino", "genio", "spirito guida"' o "coscienza". In senso lato "eudemonia" vuol dire "essere in compagnia di un buono spirito".

## Storia del concetto
Presso gli antichi Greci e Latini la parola, nell'uso comune, poteva essere intesa nel senso che si considerava "felice" chi per fortuna possedeva dovizia di beni materiali (olbios in greco, felix in latino) oppure chi poteva godere di uno stato d'animo, tutto interiore e spirituale, che rendeva sereno chi lo provasse (eudaimonia in greco, beatitudo in latino).

### Filosofia antica

#### I presocratici
I poeti e i tragediografi antichi ritenevano che fosse impossibile all'uomo il raggiungimento della felicità: questa concezione permase nei filosofi del V secolo a.C., che trascurarono il tema della felicità, trattandolo solo incidentalmente.
Anassagora, a un tale che gli domandava chi fosse felice, rispose volendo esaltare l'ideale di una vita parca: «Nessuno di quelli che tu ritieni felici, ma lo troverai in quel numero il quale da te viene ritenuto tra gli infelici.» Per Eraclito, anche se gli uomini avessero ottenuto tutto quello che desiderano non sarebbero felici; e aggiungeva Alberto Magno: «Eraclito ha detto che se la felicità risiedesse nei piaceri corporali, diremmo che i buoi sono felici quando hanno dei ceci da mangiare.»

#### Sofisti e Socrate
Gorgia rivela il segreto della sua lunga vita serena affermando che «Non ho mai fatto niente per cercare il piacere» ma Isocrate precisa che la sua felicità dipendeva dal fatto che «...non si sposò mai, non ebbe figli e fu dunque esonerato da questa incombenza dispendiosa e incessante.»
Per i sofisti dunque la felicità, intesa come tranquillità materiale, era conseguenza di una vita agiata tutta egoisticamente dedicata a sé stessi..
In Socrate l'eudemonia richiamava la presenza del buon (εὖ) dàimon (δαίμων) o spirito-guida che lo assisteva spesso in ogni sua decisione.
Cosa fosse il "daimon" per Socrate è stato variamente interpretato: con questo termine, secondo Paolo De Bernardi, egli sembrava indicare l'autentica natura dell'anima umana, la sua ritrovata coscienza di sé. Mentre per Gregory Vlastos il dáimōn inviava i suoi segni al fine di stimolare la ragione di Socrate a fare la scelta più adatta. Giovanni Reale seguendo Vlastos ritiene che il dáimōn in Socrate esprimeva il sommo grado dell'ironia socratica anche nella dimensione religiosa.
Comunque gli autori concordano che nella concezione socratica era prevalente l'elemento dell'interiorità riferito all'eudemonia, cioè la felicità, la serenità interiore era l'effetto di un comportamento razionale indirizzato alla virtù.
È questo il cosiddetto intellettualismo etico di Socrate, che sosteneva che l'unica causa possibile del male era l'ignoranza del bene. «So invece che commettere ingiustizia e disobbedire a chi è migliore di noi, dio o uomo, è cosa brutta e cattiva. Perciò davanti ai mali che so essere mali non temerò e non fuggirò mai quelli che non so se siano anche beni.» ma una volta conosciuto il bene, non era possibile astenersi dall'agire moralmente realizzando il bene che era di per sé "piacevole" in quanto generava la eudemonia, la serenità dell'animo.
Il male dunque si operava perché per ignoranza lo si scambiava con il bene che non poteva tuttavia essere stabilito a priori una volta per tutte, ma occorreva ricercarlo ininterrottamente confrontandosi con gli altri tramite il dialogo. Nel Gorgia di Platone, Socrate afferma che «chi è onesto e buono, uomo o donna che sia, è felice, e che l’ingiusto e malvagio è infelice». Platone contrappose la scienza etica socratica sia alla sofistica sia alla religiosità tradizionale di Omero e Esiodo. La felicità viene identificata con uno stato interiore dell'anima, che si oppone alla proiezione dell'eroe epico su tutto ciò che è esterno alla coscienza: onore, potere, gloria, beni materiali, famiglia e numerosità della prole. Gli esponenti della prima patristica riconobbero in Socrate un precursore non cristiano del cristianesimo, ispirato dal dono divino della ragione naturale. Ciò si manifestò nella sua scienza etica e nel suo martirio.

#### Platone

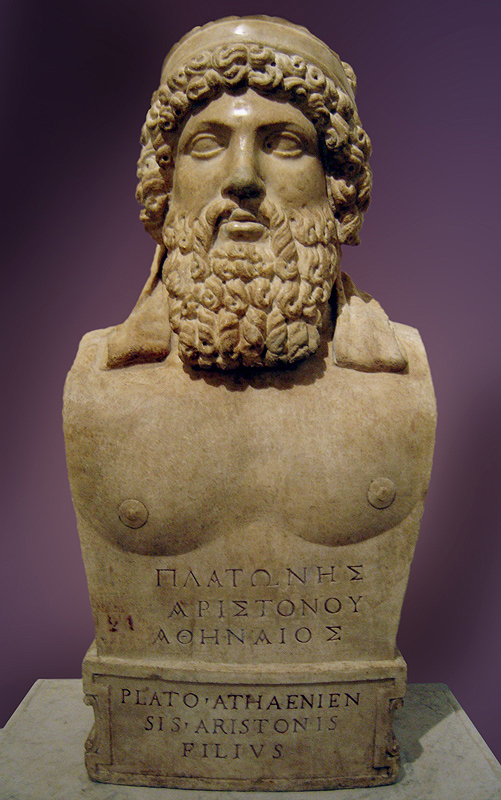
Erma di Platone

La felicità per Platone consiste nella ricerca del Bene e del Bello: ma una volta raggiunti questi scopi, tramite un'educazione che porta alla saggezza, intesa come capacità di distinguere il vero bene e il vero bello dai falsi beni, e una volta soddisfatto il desiderio di felicità, questa svanisce se non sorge un altro desiderio.
La morale individuale allora non è sufficiente per il conseguimento della felicità che deve essere invece garantita dallo Stato guidato dai filosofi che soli sono in grado di creare le condizioni propizie per la felicità dei cittadini.

#### Aristotele
Aristotele s'inserisce tra gli autori che come Platone identificavano la felicità con la virtù, ma rende il concetto meno rigido aggiungendovi la considerazione di «vita attiva secondo virtù e in modo completo», così da considerare validi per essere felici anche i «beni esterni». «Anche Solone definì in modo senz'altro esatto gli uomini felici dicendo che sono coloro che sono stati forniti nella giusta misura dei beni esteriori e che hanno compiuto le azioni più belle e sono vissuti nella moderazione».
Per Aristotele la felicità era dunque la conseguenza di un atteggiamento razionale che portasse alla moderazione, che cioè permettesse di distinguere il giusto mezzo tra opposti comportamenti estremi: così ad esempio può dirsi di possedere la virtù del coraggio chi si tiene nel mezzo tra gli estremi della viltà e della temerarietà. Dato che il giusto mezzo si identificava con la virtù, anche per Aristotele la vita virtuosa portava alla felicità.
La felicità è infatti «un bene comune, partecipabile da tutti coloro che non sono negati alla virtù».
Ora tutti desiderano la felicità «di per sé stessa e mai per qualche altro fine» ma in che consiste veramente la felicità? «...la moltitudine non la definisce allo stesso modo dei sapienti. Certuni la considerano una delle cose visibili e manifeste come la ricchezza, il piacere o l'onore...anzi spesso lo stesso individuo la considera una cosa diversa.»
La felicità, rispondeva Aristotele, consiste nel realizzare la propria natura e, poiché l'essenza dell'uomo sono la ragione e la virtù, egli non potrà mai essere felice senza essere razionale e virtuoso, cioè saggio.
Dopo aver elencato molte virtù, conclude [Ethic. 10, 8] affermando che l'ultima felicità consiste nella conoscenza dei supremi intelligibili, appartiene alla virtù della sapienza, da lui considerata [Ethic. 6, 7] la prima delle scienze speculative (Summa th.,  quaestio 88, arg. 88, a1, 5). Nelle sue parole:  «La felicità perfetta risiede nell’attività contemplativa» (Etica nicomachea 1178b, 7).

#### Cirenaici e cinici
Per i cirenaici la felicità consisteva invece nell'edonismo, cioè nel conseguimento del piacere attuale, del piacere "in movimento", cinetico, ben diverso da quello "stabile", catastematico di Epicuro. In questo senso più che a Socrate essi si rifacevano a Protagora, il sofista secondo cui l'uomo è in continuo diretto contatto sensibile con la realtà, dinamica per sua natura, e, a seconda che questa sia nei vari momenti "lieve" o "aspra", ne conseguiva ἡδονή (edoné - piacere) o όπνος (opnos - dolore). Aristippo immaginava il piacere come il movimento o l'ondeggiamento di un leggero vento, mentre il dolore era come una bufera marina.
Cosicché mentre i cinici negavano la possibilità dell'uomo di essere felice tramite il piacere perché la vita era in sé dolorosa, per i cirenaici valeva il contrario: negare il dolore per conseguire il piacere.
Ma la differenza tra le due correnti, che nascevano dalla stessa fonte sofistico-socratica, non era poi così rilevante poiché facevano entrambe riferimento alla  "saggezza" (ϕρόνησις) socratica, intesa da loro come semplice calcolo dei piaceri, come strumento per conseguire per i cinici, l'autarcheia (αὐτάρκεια), sufficienza di sé rinunciando a ogni desiderio, per i cirenaici, l'autarchia (αὐταρχία), la padronanza di sé «usando i piaceri ma senza esserne vinti», «possedere senza essere posseduti».

#### Stoicismo
(Marco Aurelio, Pensieri, VII, 17.)
Per le scuole di pensiero dei filosofi ellenistici e romani come quella degli stoici, la felicità si identificava ancora una volta con la serenità, la tranquillità d'animo.
La saggezza consiste infatti nella capacità di raggiungere la felicità, ed è per questo incentrata sull'atarassia, o imperturbabilità dell'animo (concetto derivante in gran parte dalla scuola cinica) a cui si approda innanzitutto diventando padroni di sé stessi.
Secondo gli stoici infatti, la volontà del saggio aderisce perfettamente al suo dovere (katékon), obbedendo cioè a una forza che non agisce esteriormente su di lui, bensì dall'interno: egli vuole quel che deve, e deve quel che la sua stessa ragione gli impone.
Lo stoicismo non è dunque una sorta di esercizio forzato di vita, perché tutto, nell'esistenza del saggio, scorre pacificamente.
E poiché il bene consiste nel vivere secondo il Lògos, il male è solo ciò che in apparenza vi si oppone. Ne risultano così tre tipologie di azioni:
1. quelle dettate dalla ragione, come il rispetto per i genitori, gli amici e la patria;
2. quelle contrarie al dovere, e quindi da evitare, in quanto irrazionali ed emotive;
3. quelle «indifferenti» sia al bene sia al male (adiáphora), come ad esempio sollevare una pagliuzza, o tenere una penna.

È in quest'ultima categoria che però rientrano di fatto anche tutte quelle azioni in grado di determinare salute, ricchezza, potere, schiavitù, ignominia, ecc. Queste qualità per gli stoici non hanno importanza, perché non esistono beni intermedi: la felicità o l'infelicità dipendono unicamente da noi, non possono essere il risultato di una mediazione.
Da qui la netta contrapposizione: o si è sapienti, o si è stolti, tutto il resto è indifferente.
Nessuno, di conseguenza, è schiavo per natura, l'essere umano è assolutamente libero di approdare alla saggezza, mentre schiavo è soltanto colui che si fa dominare dalle passioni.
Il principio dell'«indifferenza stoica» del primo periodo venne in seguito modificato in maniera simile a quanto affermava Aristotele nella sua Etica Nicomachea: se cioè i mali o i beni materiali sono indifferenti per il raggiungimento della virtù, non per questo è da ignorare tutto ciò che può dare un prezioso contributo in tal senso: esistono anche beni che, se di per sé non danno la felicità, sono però preferibili (proegména) rispetto ad altri.
Questo mutamento di prospettiva avvenne quando Panezio si rese conto che l'ideale stoico della saggezza poteva apparire vuoto e astratto, rischiando di mettere in crisi l'intera dottrina dell'etica. Diogene Laerzio riferisce in proposito:
(Diogene Laerzio, Vite e dottrine dei filosofi, VII, 128)

#### Epicureismo
Uomo o donna, ricco o povero,  ognuno può essere felice.»
Gli epicurei, in primis il romano Tito Lucrezio Caro, il più importante dei seguaci di Epicuro, vedono nella filosofia la via d'accesso alla felicità, dove per felicità s'intende la liberazione dalle paure e dai turbamenti, contingentemente al raggiungimento del piacere. La filosofia, quindi, ha uno scopo pratico nella vita degli uomini; essa è uno strumento il cui fine è la felicità:

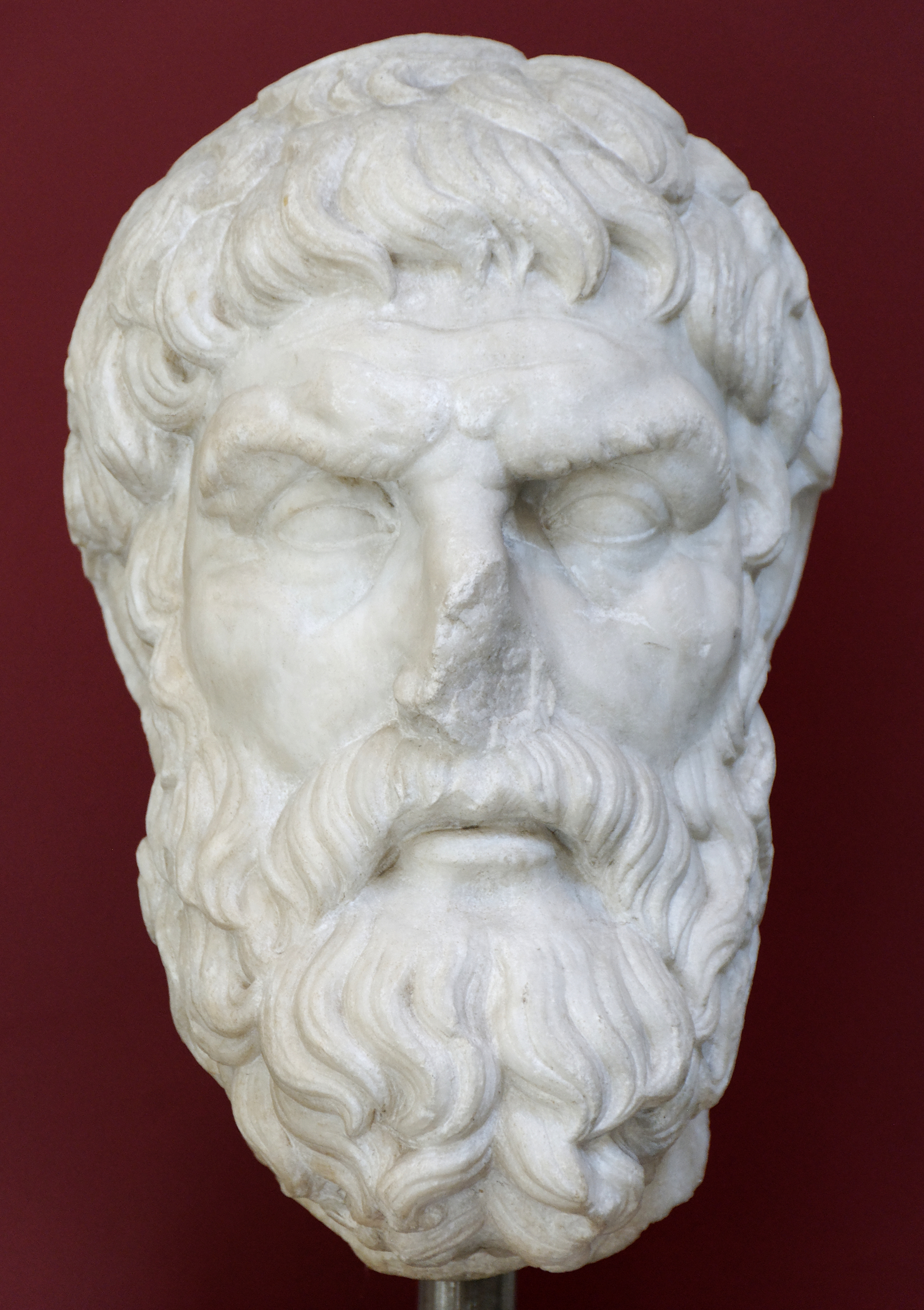
Testa di Epicuro

Su questa convinzione, la ricerca scientifica atta all'investigazione delle cause del mondo naturale ha lo stesso fine della filosofia:
- Liberare gli uomini dal timore degli dei, dimostrando che per la loro natura perfetta, essi non si curino delle faccende degli uomini (esseri imperfetti);
- Liberare gli uomini dal timore della morte dimostrando che essa non è nulla per l'uomo dal momento che "quando ci siamo noi, non c'è la morte, quando c'è la morte non ci siamo noi";
- Dimostrare l'accessibilità del limite del piacere, ossia la facile raggiungibilità del piacere stesso;
- Dimostrare la lontananza del limite del male, cioè la provvisorietà e la brevità del dolore. Epicuro infatti divide il dolore in due tipi: quello sordo, con cui si convive, e quello acuto, che passa in fretta.

Per gli epicurei si può legittimamente essere felici e godere dei beni sensibili purché l'uomo, con la propria ragione, sappia, ben calcolando quali bisogni debbano essere soddisfatti, non rendersene schiavo.
Epicuro ritiene infatti che il sommo bene sia il piacere (edonè) di cui si distinguono due fondamentali tipologie:
- Il piacere catastematico (statico: legato ai concetti di atarassia e aponia);
- Il piacere cinetico (dinamico).

Per piacere cinetico si intende il piacere transeunte, che dura per un istante e lascia poi l'uomo più insoddisfatto di prima. Sono piaceri cinetici quelli legati al corpo, alla soddisfazione dei sensi.
Il piacere catastematico è invece durevole, e consta della capacità di sapersi accontentare della propria vita, di godersi ogni momento come se fosse l'ultimo, senza preoccupazioni per l'avvenire. La condotta, quindi, deve essere improntata verso una grande moderazione: meno si possiede, meno si teme di perdere.
Epicuro elabora una specie di catalogazione dei bisogni che se soddisfatti procurano eudemonia:
- Bisogni naturali e necessari, come ad esempio bere acqua per dissetarsi: questi soddisfano interamente poiché essendo limitati possono essere completamente colmati;
- Bisogni naturali ma non necessari: come ad esempio per dissetarsi bere vino, certo non avrò più sete ma desidererò bere vini sempre più raffinati e quindi il bisogno rimarrà in parte insoddisfatto;
- Bisogni né naturali né necessari, come ad esempio il desiderio di gloria e di ricchezze: questi non sono naturali, non hanno limite e quindi non potranno mai essere soddisfatti.

Da qui nacque l'accusa dei padri della Chiesa cristiani che Epicuro suggerisse uno stile di vita rozzo e materiale indegno dell'uomo. In realtà Epicuro non indica quali debbano essere i bisogni naturali e necessari da soddisfare poiché è demandato alla ragione dell'uomo stabilire quali per lui siano i bisogni essenziali, naturali da soddisfare. Per Cesare, ad esempio, può essere ininfluente il bisogno di mangiare e bere mentre per lui è veramente naturale e necessario soddisfare il suo ineliminabile desiderio di gloria.
Epicuro paragona la vita a un banchetto, dal quale si può essere scacciati all'improvviso. Il convitato saggio non si abbuffa, non attende le portate più raffinate, ma sa accontentarsi di quello che ha avuto ed è pronto ad andarsene appena sarà il momento, senza alcun rimorso.

#### Scetticismo
Il primo periodo dello scetticismo risale a Pirrone di Elide (360-275 a.C.) e fa capo a lui e al suo discepolo Timone di Fliunte (circa 320 a.C. - circa 230 a.C.). Il pirronismo si sviluppa tra la seconda metà del IV secolo a.C. e il III secolo a.C. e afferma l'impossibilità di conoscere una realtà sempre contingente e mutevole per cui al saggio non compete che l'aphasia, restare come muto e rinunciare a ogni affermazione qualificante. 
Poiché in queste condizioni non esiste conoscenza ne consegue che anche il comportamento pratico, che discende dal sapere, dovrà basarsi sull'assenza di ogni specifica azione conseguendo così l'atarassia, l'imperturbabilità, il non farsi coinvolgere in passioni e sentimenti.
Il saggio in questo modo raggiungerà la felicità che è il fine di ogni percorso filosofico.
Gli scettici colpiti dalla varietà delle visioni del mondo presenti fra gli uomini, quindi, presumono di avere l'autentica chiave di spiegazione dell'universo da cui far dipendere la felicità e la serenità dell'animo: l'unico modo per raggiungere la tranquillità della mente è un'indagine volta a riconoscere ugualmente fallaci tutte le dottrine. Ciò non significa affatto che gli scettici neghino la verità fenomenica nel mondo reale, ma piuttosto che le teorie su di esso non possono pretendere di spiegarne la natura profonda.
La quiete si raggiunge quindi rifiutando qualsiasi dottrina. Lo scetticismo infatti si dedica a una gnoseologia di carattere autolimitativo e pragmatico, guarda alla realtà e ne trae i pochi elementi certi e utili per impostare un proprio orizzonte anti-dottrinario e condurre la propria esistenza in modo imperturbabile e indifferente alle emozioni della contingenza.

### Filosofia medioevale

#### Cristianesimo
Il pensiero cristiano si focalizza sulle caratteristiche della "beatitudine", termine diverso dal termine felicità nell'uso comune, e che nel Vangelo viene reso con makarios che significa non solo "felice" ma anche "benedetto".
Non è la felicità degli stoici a cui si perviene malgrado la sofferenza, ma è la beatitudine ottenuta anche con la sofferenza, raggiunta non sempre in una vita terrena, che è immutabilmente dolorosa, ma in quella celeste dove la felicità è eterna.
Beati voi che ora avete fame, perché sarete saziati.

Beati voi che ora piangete, perché riderete.

Unica via per godere della beatitudine in questa vita è quella del misticismo che permette l'unione con la perfezione divina «con un abbandono totale e assoluto di sé stessi e di tutte le cose, liberati e sciolti da tutto, ci si eleva verso il raggio dell'ombra divina che è al di sopra di ogni cosa.» Coloro che tentano altre vie saranno delusi come Sant'Agostino che ha cercato disperatamente la felicità negli onori e nella filosofia e non l'ha ottenuta mentre ha visto l'allegria di un povero mendicante che aveva ottenuto «con pochi e accattati soldarelli il godimento di una felicità temporale.»
Solo dopo la conversione Agostino capirà che soltanto con il raggiungimento del bene perfetto, che è Dio, esercitando la fede, la speranza e la carità, si potrà essere felici ma finora «nonostante l'aiuto di Dio, non lo siamo» perché alla fin fine «La vera felicità è inaccessibile in questa vita.»
Di fronte al pessimismo di Agostino, Tommaso d'Aquino cercherà, seguendo il maestro Aristotele, la soluzione in una via di mezzo: «In questa vita si può avere una certa partecipazione della felicità, ma non la vera e perfetta beatitudine.»
Secondo l'Aquinate, la perfetta felicità non si realizza con le ricchezze, con il potere, con gli onori, con il piacere dei sensi, con i beni materiali e nemmeno con l'arte e la saggezza.
Nessun bene terreno può assicurare per il corpo e per l'anima una felicità perfetta ma solo una felicitas imperfecta:
(Tommaso d'Aquino, Somma teologica, I, q.62, a.1)
La ricerca della felicità continua nel Medioevo o con la fuga dal mondo nei monasteri e nelle abbazie, dove lasciarsi alle spalle ogni desiderio dei piaceri terreni o col fantasticare di un ritorno dell'età dell'oro con l'avvento dello Spirito Santo apportatore della libertà e della perfetta uguaglianza tra gli uomini.
Se nel mondo conosciuto non esiste la felicità, gli uomini del Medioevo credono che questa possa trovarsi in luoghi lontani come nelle Isole Fortunate, un Paradiso descritto da Isidoro di Siviglia, o nel Regno del Prete Gianni che ha personalmente scritto all'imperatore bizantino Manuele I Comneno informandolo del suo Stato perfettamente felice.
La felicità viene ricercata anche tramite la via sensuale dell'amore sentimentale e di quello carnale rivendicato nel Roman de la Rose o nel Paradiso della regina Sibilla.

### Filosofia moderna

#### Rinascimento
Nell'età rinascimentale il sogno medioevale del ritorno dell'età dell'oro si colora del pessimismo sulla possibilità di raggiungere la felicità nella realtà. Gli autori rinascimentali si rifugiano allora in progetti utopico-politici di Stati perfetti come immagina Campanella nella sua La città del sole.

#### Montaigne
Una teoria eudemonistica che mette da parte la ricerca della felicità in un impossibile ritorno all'età dell'oro è quella di Montaigne che non crede che esistano principi etici che procurino la felicità ma che questa consista semplicemente nell'approfittare dei piaceri che la Natura ci offre: «La filosofia non combatte i piaceri naturali purché vi sia congiunta la misura e ne raccomanda la moderazione non la fuga.»
Il godimento dei piaceri naturali non deve però essere quello degli animali ma per essere felici bisogna prenderne coscienza:

#### L'utilitarismo
Immanuel Kant si oppose all'eudemonismo, come anche all'edonismo, svalutandolo come morale eteronoma e lo considerò come il punto di vista della morale egoistica, di una dottrina di colui che «restringe tutti i fini a sé stesso e non vede nessun utile fuori di ciò che giova a lui.»
Definizione questa che è stata ritenuta da Nicola Abbagnano troppo ristretta dato che nella modernità, a partire da David Hume, alla felicità si attribuisce un significato sociale, quindi non coincidente con egoismo o egocentrismo.

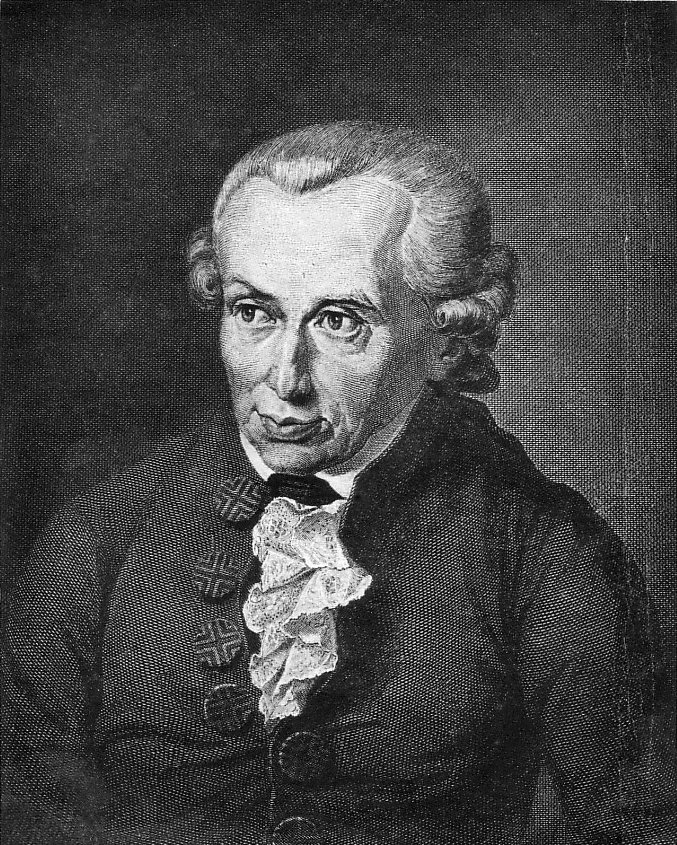
Incisione raffigurante Kant

Nella filosofia moderna del XVIII secolo l'eudemonismo infatti assume il significato della ricerca del benessere sociale per cui si preferisce parlare di utilitarismo, una dottrina che trova una formulazione compiuta per opera di Jeremy Bentham, il quale definì l'utilità come ciò che produce vantaggio e che rende minimo il dolore e massimo il piacere. Egli fa dell'etica una scienza quantificabile introducendo il concetto di algebra morale.
Il suo pensiero fu ripreso da John Stuart Mill che nella sua opera intitolata Utilitarismo, del 1861, relativizza la quantità di piacere al grado di raffinatezza dell'individuo.
Mantenendo l'analisi al livello individuale, un agente posto di fronte a una scelta tra N alternative, sarà portato a scegliere quella che ne massimizza la felicità (utilità).
L'analisi, però, si può estendere a livello complessivo. Nella formulazione originaria, infatti, l'utilità è una misura cardinale (o additiva) della felicità; essa è perciò aggregabile mediante l'operazione di somma. È quindi possibile misurare il "benessere sociale", definendolo come somma delle singole utilità degli individui appartenenti alla società.
L'utilità diventa perciò il perno del ragionamento etico, e la sua diretta applicazione è che diversi stati sociali risultano comparabili a seconda del livello di utilità globale da essi generati, intesi come aggregazione del grado di utilità raggiunto dai singoli.
Finalità della giustizia è la massimizzazione del benessere sociale, quindi la massimizzazione della somma delle utilità dei singoli, secondo il noto motto benthamiano: «Il massimo della felicità per il massimo numero di persone.»
L'utilitarismo è quindi una teoria della giustizia secondo la quale è "giusto" compiere l'atto che, tra le alternative, massimizza la felicità complessiva, misurata tramite l'utilità.